# Tiro con l'arco ai IV Giochi paralimpici estivi
Per il tiro con l'arco ai Giochi paralimpici estivi di Heidelberg 1972 furono assegnati 12 titoli (8 maschili e 4 femminili). Presero parte alle gare 150 arcieri da 27 nazioni differenti.

## Nazioni partecipanti
- Australia (10)
- Austria (1)
- Belgio (4)
- Brasile (1)
- Canada (6)
- Corea del Sud (5)
- Danimarca (5)
- Finlandia (3)
- Francia (12)
- Germania Ovest (16)
- Giamaica (2)
- Giappone (11)
- Gran Bretagna (15)
- Hong Kong (3)
- India (1)
- Irlanda (4)
- Israele (1)
- Italia (4)
- Kenya (1)
- Norvegia (8)
- Nuova Zelanda (1)
- Paesi Bassi (7)
- Svezia (5)
- Svizzera (6)
- Stati Uniti (11)
- Sudafrica (5)
- Ungheria (1)

## Medagliere
| Posizione | Paese          | Oro | Argento | Bronzo | Totale |
| --------- | -------------- | --- | ------- | ------ | ------ |
| 1         | Germania Ovest | 7   | 1       | 3      | 11     |
| 2         | Sudafrica      | 2   | 2       | 0      | 4      |
| 3         | Francia        | 2   | 0       | 0      | 2      |
| 4         | Corea del Sud  | 1   | 1       | 1      | 3      |
| 5         | Gran Bretagna  | 0   | 3       | 1      | 4      |
| 6         | Stati Uniti    | 0   | 2       | 0      | 2      |
| 7         | Paesi Bassi    | 0   | 1       | 1      | 2      |
| 7         | Australia      | 0   | 1       | 1      | 2      |
| 7         | Giappone       | 0   | 1       | 1      | 2      |
| 11        | Italia         | 0   | 0       | 1      | 1      |
| Totale    | Totale         | 12  | 12      | 9      | 33     |

## Podi

### Gare maschili
| Evento                              | Oro                                               | Argento                                         | Bronzo                                    |
| FITA round open                     | Germania Ovest - E. Hammel                        | Australia - Roy Fowler                          | Paesi Bassi - P. Popkema                  |
| FITA a squadre                      | Germania Ovest Willi Brinkmann E. Hammel Elbracht | Paesi Bassi P. Blanker Popke Popkema van Opdorp | Australia Alan Conn Roy Fowler Tony South |
| Short western round open            | Sudafrica - W. Kokott                             | Stati Uniti - Jay Brown                         | Corea del Sud - Keun Soo Kim              |
| Short western a squadre             | Francia A. Piutti Pytel Seguin                    | Stati Uniti Jay Brown Patrick Krishner McGee    | Germania Ovest Bruckner W. Flach Spilger  |
| St. Nicholas round per paraplegici  | Germania Ovest - R. Schmidberger                  | Giappone - Nakamura                             | Germania Ovest - Busch                    |
| St. Nicholas round per tetraplegici | Germania Ovest - Steiner                          | Germania Ovest - Konkel                         | Giappone - Kazumi Ohashi                  |

### Gare femminili
| Evento                               | Oro                           | Argento                          | Bronzo                         |
| FITA round open                      | Sudafrica - Margaret Harriman | Germania Ovest - Margaret Gibbs  | Francia - Mireille Maraschin   |
| Short western round open             | Francia - Girard              | Sudafrica - van der Merwe        | Germania Ovest - Becker        |
| St. Nicholas round per paraplegiche  | Corea del Sud - Keum Im Cho   | Sudafrica - E. Wolvaardt         | Giappone - Chisa Yamahata      |
| St. Nicholas round per tetraplegiche | Germania Ovest - Liebrecht    | Gran Bretagna - Barbara Anderson | Gran Bretagna - Jane Blackburn |

### Gare miste
| Evento                                        | Oro                                              | Argento                                                    | Bronzo                                                 |
| St. Nicholas round per paraplegici a squadre  | Germania Ovest Busch F. Herrmann R. Schmidberger | Corea del Sud Keum Im Cho Yong Heo Hae Sik Lee             | Italia Iaculano Rocco Gaetano Marras Vittorio Paradiso |
| St. Nicholas round per tetraplegici a squadre | Germania Ovest Konkel Liebrecht Steiner          | Gran Bretagna Barbara Anderson Jane Blackburn Tommy Taylor | Nessuno                                                |